# Juraj Dobrila-universitetet i Pula
Juraj Dobrila-universitetet i Pula (kroatiska: Sveučilište Jurja Dobrile u Puli) är ett universitet i Pula i Kroatien. Universitetet grundades 2006 och är uppkallat efter den kroatiska biskopen Juraj Dobrila.

## Fakulteter och avdelningar[4]
- Turism och ekonomiska fakulteten
- Humanioraavdelningen
- Musikavdelningen
- Avdelningen för lärarutbildning
- Avdelningen för studier i italienska

## Rektorer
- Marčelo Dujanić, 2006–2009
- Robert Matijašić, 2009–2013
- Alfio Barbieri, 2013–

### Fotnoter
1. 1 2  Unipu.hr - Universitetets officiella webbplats (engelska)
2. ↑  Unipu.hr Arkiverad 3 november 2013 hämtat från the Wayback Machine. - Universitetets officiella webbplats (engelska)
3. 1 2  ”Statistička izvješća: Studenti u akademskoj godini 2011./2012.”. Arkiverad från originalet den 3 mars 2016. https://web.archive.org/web/20160303210730/http://www.dzs.hr/Hrv_Eng/publication/2012/SI-1473.pdf. Läst 1 november 2013.
4. ↑  Unipu.hr - Universitetets officiella webbplats (engelska)